# Ciervo Petizo
Ciervo Petizo é uma cidade da Argentina, localizada na província de Chaco.